# Dalea pulchra
Dalea pulchra är en ärtväxtart som beskrevs av Howard Scott Gentry. Dalea pulchra ingår i släktet Dalea, och familjen ärtväxter. Inga underarter finns listade i Catalogue of Life.

## Bildgalleri

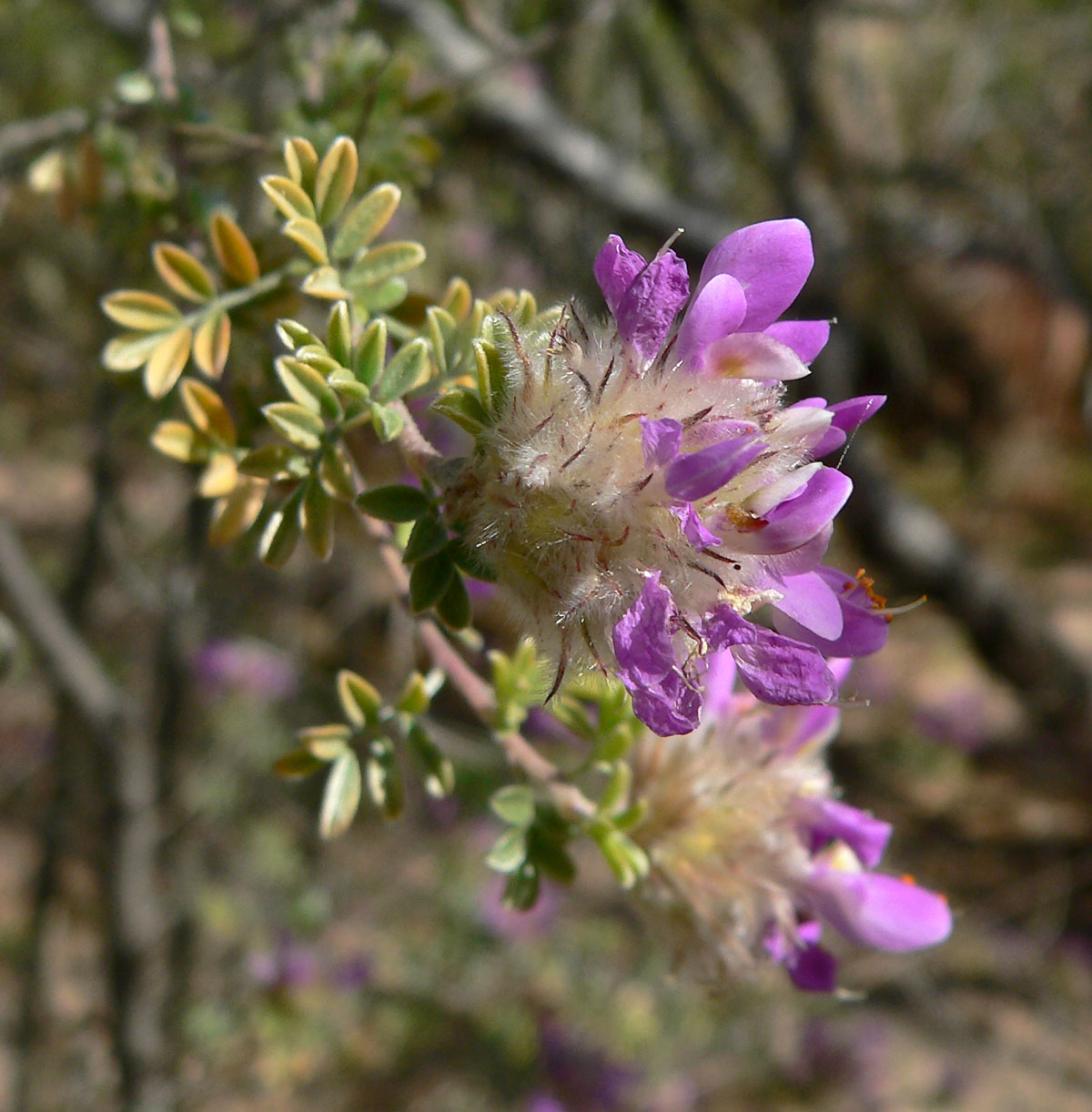